# كارثة منجم باكنات جيد 2020
كارثة منجم باكنات جيد قُتل فيها ما لا يقل عن 162 شخصًا في انهيار أرضي في موقع لتعدين اليشم في منطقة باكانت بولاية كاشين في ميانمار في 2 يوليو 2020.  وبالرغم من أن صناعة اليشم في ميانمار معروفة بالوفيات والحوادث، إلا أن كارثة 2020 هي أكثر الحوادث دموية حتى الآن.
تبلغ قيمة صناعة اليشم في ميانمار 790 مليون دولار أمريكي وفقًا للإحصاءات الرسمية في ميانمار، لكن التقديرات المستقلة تقدرها بما يتراوح بين 30 و31 مليار دولار أمريكي سنويًا. عرفت الصناعة بحالات الوفاة والحوادث المميتة في السنوات الأخيرة، مع وقوع الحادث الأخطر في عام 2015 مما أسفر عن مقتل 116 شخصًا. بينما استجابت الحكومة بوعود بإجراء إصلاحات في المنجم، يدعي الناشطون في خضم الجدل حول المنجم وكوارثه أنه لم يتم عمل الكثير في الواقع من إجراءات السلامة. في اليوم السابق لتحذير سلطات الكوارث عمال المناجم من الأمطار الغزيرة، رُفض هذا التحذير في الغالب من قبل العديد من عمال المناجم.
كان عمال المناجم «جامعي اليشم» المستقلين الذين يتخلصون من نفايات عمال المنجم يعيشون في أحياء متداعية في قاعدة تلال كبيرة من الأنقاض تم حفرها بواسطة الآلات الثقيلة. في الساعة 06:30 بالتوقيت المحلي تسببت الأمطار الغزيرة في انهيار كومة من نفايات التعدين التي سقطت في بحيرة، ثم أنتج ذلك موجة من الطين والمياه بطول 6 أمتار دفنت أولئك الذين يعملون في الموقع. حتى 3 يوليو 2020 فقد حوالي 100 شخص، وتم الإبلاغ عن إصابة 54 شخصًا.

## خلفية

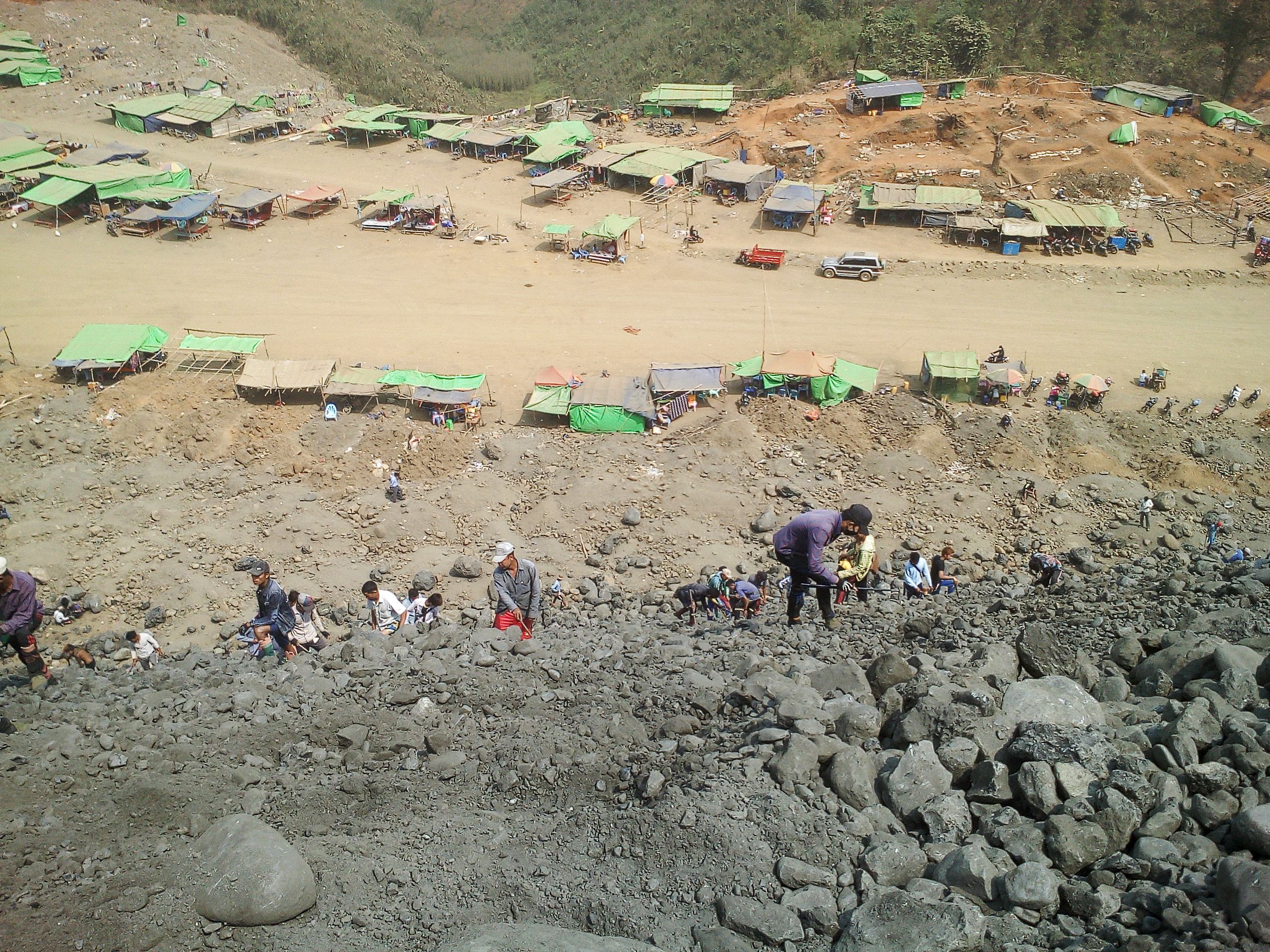
منحدر الأنقاض في منجم اليشم في ولاية كاشين

تُعد ميانمار أكبر مورد لليشم في العالم، إذ تبلغ تجارته 30 مليار دولار أمريكي في السنة، ولكن تقع حوادث متكررة في مواقع التعدين. أكبر منجم لليشم في العالم هو Hpakant في ولاية كاشين. وفي عام 2015 حدث انهيار أرضي أسفر عن قتل ما لا يقل عن 116 شخصا في كارثة منجم اليشم Hpakant. كذلك في عام 2019، دُفِن خمسون عاملاً في انهيار منجم، مما أدى إلى مقتل أربعة منهم وعمال إنقاذ.
وقتل العشرات من عمال المناجم في حوادث أصغر في السنوات الأخيرة. يعيش عمال المناجم المستقلون في أحياء متداعية في قاعدة تلال كبيرة من الأنقاض حُفِرت بواسطة الآلات الثقيلة. غالبًا ما يكون عمال المناجم المستقلون مهاجرين من مناطق أخرى في ميانمار وغير مسجلين، مما يؤدي إلى صعوبة حساب المفقودين. يتم إجراء التعدين في الموقع من قبل مئات الأشخاص الذين يبحثون عن مخلفات ملقاة بالشاحنات في الموقع. تشكل المخلفات منحدرات كبيرة، في مشهد يشبه القمر خالي من الأشجار، وهو عرضة للانهيار. 
وعدت حكومة Htin Kyaw بإصلاح صناعة اليشم وتقليل الحوادث عندما استلمت السلطة في عام 2016، لكن لم يُفعل الكثير من الناحية العملية.
في 1 يوليو 2020، أصدرت السلطات تحذيرا من التعدين في المنطقة بسبب هطول الأمطار الغزيرة. ومع ذلك لم يستجب العديد من عمال المناجم لهذا التحذير.

## انهيار أرضي

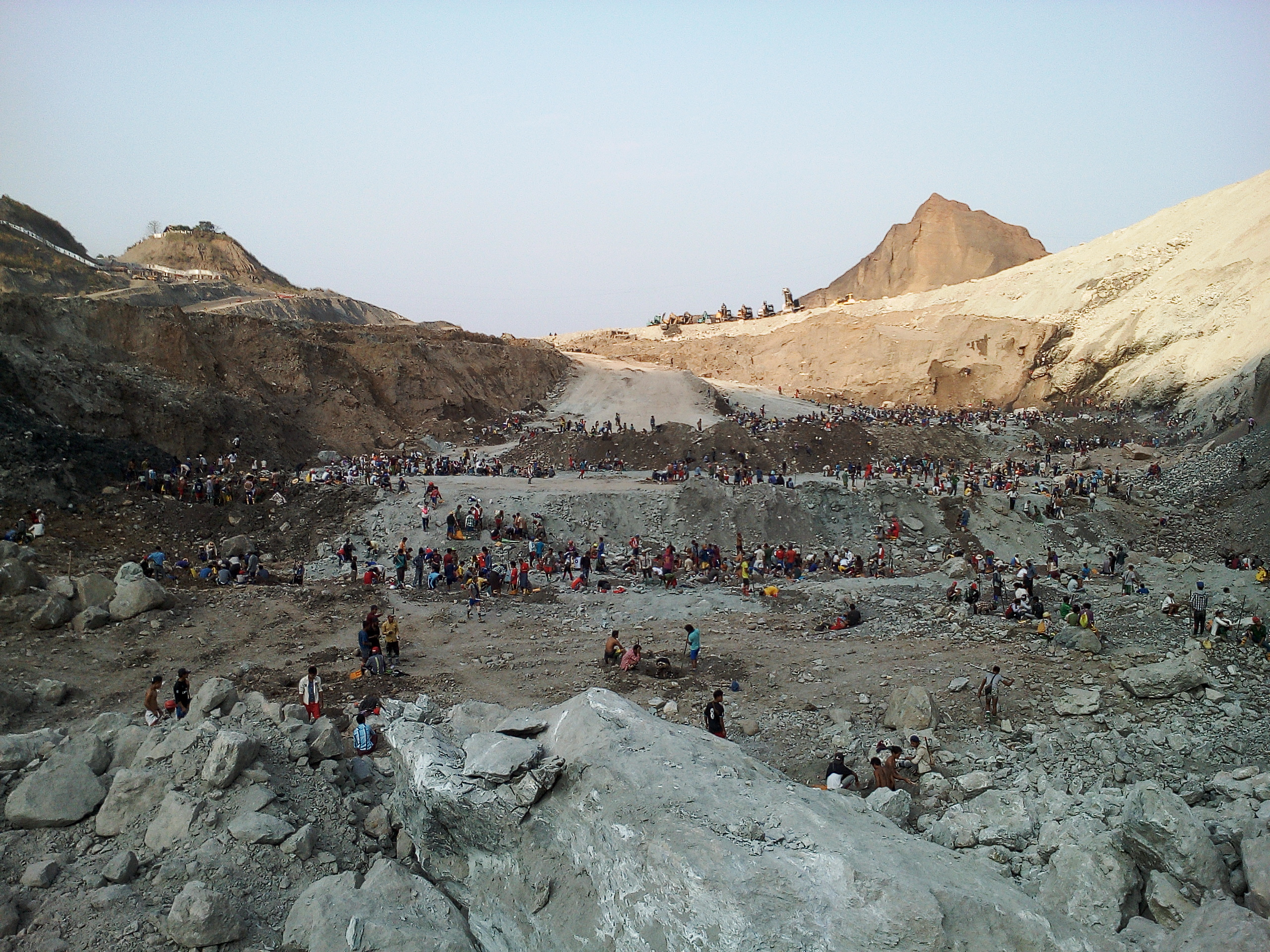
تعدين اليشم في ولاية كاشين

أغلب من يقومون بالتنقيب في الموقع كانوا من عمال القمامة الذين يعملون لحسابهم الخاص، ويبحثون في نفايات شركة التعدين.
في الساعة 06:30 صباحا بالتوقيت المحلي، تسببت  الأمطار الغزيرة في انهيار كومة من نفايات التعدين التي سقطت في بحيرة. أدى ذلك إلى توليد موجة من الطين والماء دفنت العاملين في الموقع. تم تسجيل الانهيار والموجة اللاحقة من الطين والماء بالفيديو، وحاول العمال الهرب لكن دون جدوى.
قال أحد الناجين إنه رأى كومة نفايات شاهقة على وشك الانهيار بينما كان الناس يصرخون «اركض، اركض». وقال: «في غضون دقيقة، اختفى جميع الناس في الجزء السفلي من التل... كان هناك أناس عالقون في الوحل وهم يصرخون طالبين المساعدة لكن لا أحد يستطيع مساعدتهم».

## عدد القتلى
حتى نهاية يوم 2 يوليو 2020، تم انتشال 162 جثة من الموقع، وتم الإبلاغ عن إصابة 54 شخصًا آخر. بالإضافة إلى ذلك يُعتقد أن حوالي 200 من عمال المناجم ممحاصرو.  أعاقت الأمطار الغزيرة جهود الإنقاذ. وأظهرت صور من المنطقة العديد من الجثث التي تم العثور عليها على تل. ومن المتوقع أن يرتفع عدد القتلى، حيث توجد جثث أخرى في الوحل. وبرغم أن صناعة اليشم في ميانمار معروفة بالوفيات والحوادث، إلا أن كارثة عام 2020 هي أكثر الحوادث دموية حتى الآن. 

## ما بعد الكارثة
أقال جيش ميانمار وزير الأمن وشؤون الحدود في كاشين الكولونيل ناي لين تون وقائد آخر من مناصبهم بسبب ما جرى من الكارثة. صرح المتحدث باسم الجيش البريجادير جنرال زاو مين تون بأنهم الشخصين «كانا مسئولين عن الإبلاغ عن أي تجاوزات في هذه المنطقة المحظورة» وأنهم فشلوا في تنفيذ ذلك.